# Tân Ninh, Thiệu Dương
Tân Ninh (chữ Hán giản thể: 新宁县, Hán Việt: Tân Ninh huyện) là một huyện thuộc địa cấp thị Thiệu Dương, tỉnh Hồ Nam, Cộng hòa Nhân dân Trung Hoa. Huyện Tân Ninh có dân số 589.453 (1999) người, diện tích 2.812 km². Huyện Tân Ninh có mã bưu chính 422700

## Hành chính
Huyện Tân Ninh gồm 8 trấn 8 hương. 
Trấn: Kim Thạch (huyện lỵ, dân số năm 2000 là 79.978), Thủy Miếu, Bạch Sa, Lương Sơn, Cao Kiều, Hồi Long Tự, Nhất Độ Thủy.